# Leptopsyllus intermedius
Leptopsyllus intermedius is een eenoogkreeftjessoort uit de familie van de Paramesochridae. De wetenschappelijke naam van de soort is voor het eerst geldig gepubliceerd in 1895 door Scott T. & A..